# Словацька академія наук

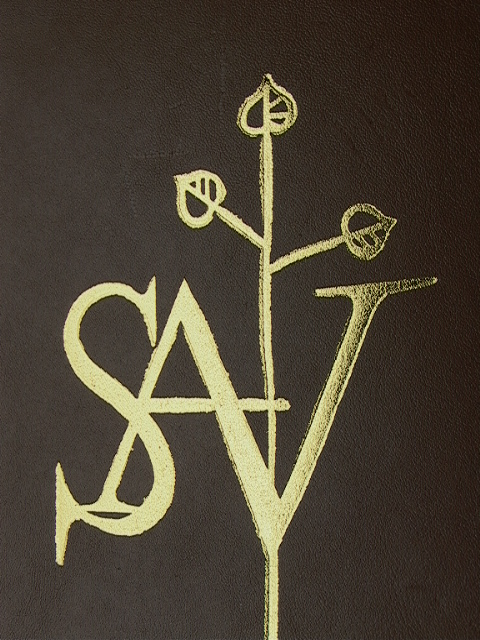
Логотип САН.

Словацька академія наук (САН) (словац. Slovenská akadémia vied) — наукова організація, що займається організацією наукових досліджень у Словаччині.

## Заснування
Утворена в 1942 році, закрита після Другої світової війни, а потім відновлена 26 червня 1953 року.

## Розташування
Розташована у Братиславі.

## Наукові традиції
Базується на прогресивних наукових традиціях Матиці словацької, наукового товариства ім. П. Й. Шафарика (засновано в 1926), Словацької академії наук і мистецтв (1943).

## Перший керівник
Перший голова САН — академік Ондрей Павлик.

## Діяльність
Починаючи з 1953 року створена мережа Науково-дослідних інститутів САН. Спочатку САН мала 14 наукових установ.
У 1953 р. в САН працювало 584 співробітника, з них в інститутах гуманітарного напрямку — 244 чол. і 196 — в інститутах природничих наук (хімія, медицина і біологія, сільське господарство). 58 чол. працювало в галузі наук про Землю і Всесвіт, фізико-математичних і технічних наук. 106 працівників працювало у спільних НДІ.

## Еволюція

Географія розташування інститутів САН.

З 1963 р. Словацька Академія Наук — частина Чехословацької академії наук.
У 1975 р. САН мала 30 дійсних членів і 37 член-кореспондентів (21 з них одночасно члени Чехословацької АН). У цей час об'єднує 19 наукових колегій, близько 50 наукових установ, у тому числі НДІ (науково-дослідний інститут) в Братиславі (фізики, біології, технічної кібернетики, геологічні та інші), Кошиці (експериментальної фізики, гірничої справи, гельмінтології тощо), в Нітре (археологічні). В установах САН у 1980-х роках було зайнято близько 4 тис. працівників, у тому числі 85 докторів і понад 700 кандидатів наук. Видавалося понад 30 наукових журналів. Президент САН був 1-м віце-президентом Чехословацької АН. З 1974 президент САН — фізик Володимир Гайко.

## Сучасність
Нині САН — самостійна самоврядна наукова організація у Словаччині.
У 1991 р. САН мала понад 50 академіків, 60 членів-кореспондентів, близько 50 наукових установ.
Сучасний президент САН — Яромир Пасторек (Jaromír Pastorek).
Основна місія САН і її організацій — здійснення фундаментальних і прикладних досліджень з широкого кола технічних, природних наук, гуманітарних і соціальних наук. Науково-дослідна діяльність САН прагне розвивати знання на міжнародному рівні, дотримуючись при цьому поточних потреб суспільства словацької культури. Організації Академії співпрацюють з університетами у сфері освіти, зокрема, підготовки наукових кадрів, викладацької діяльності в університетах. За допомогою двосторонніх і багатосторонніх міжнародних та вітчизняних наукових проектів, зокрема зі структурних фондів ЄС і членства в міжнародних асоціаціях і установах розроблена велика система міжнародного співробітництва, тим самим сприяючи інтеграції Словацької науки в транснаціональному контексті.